# Grube Malapertus

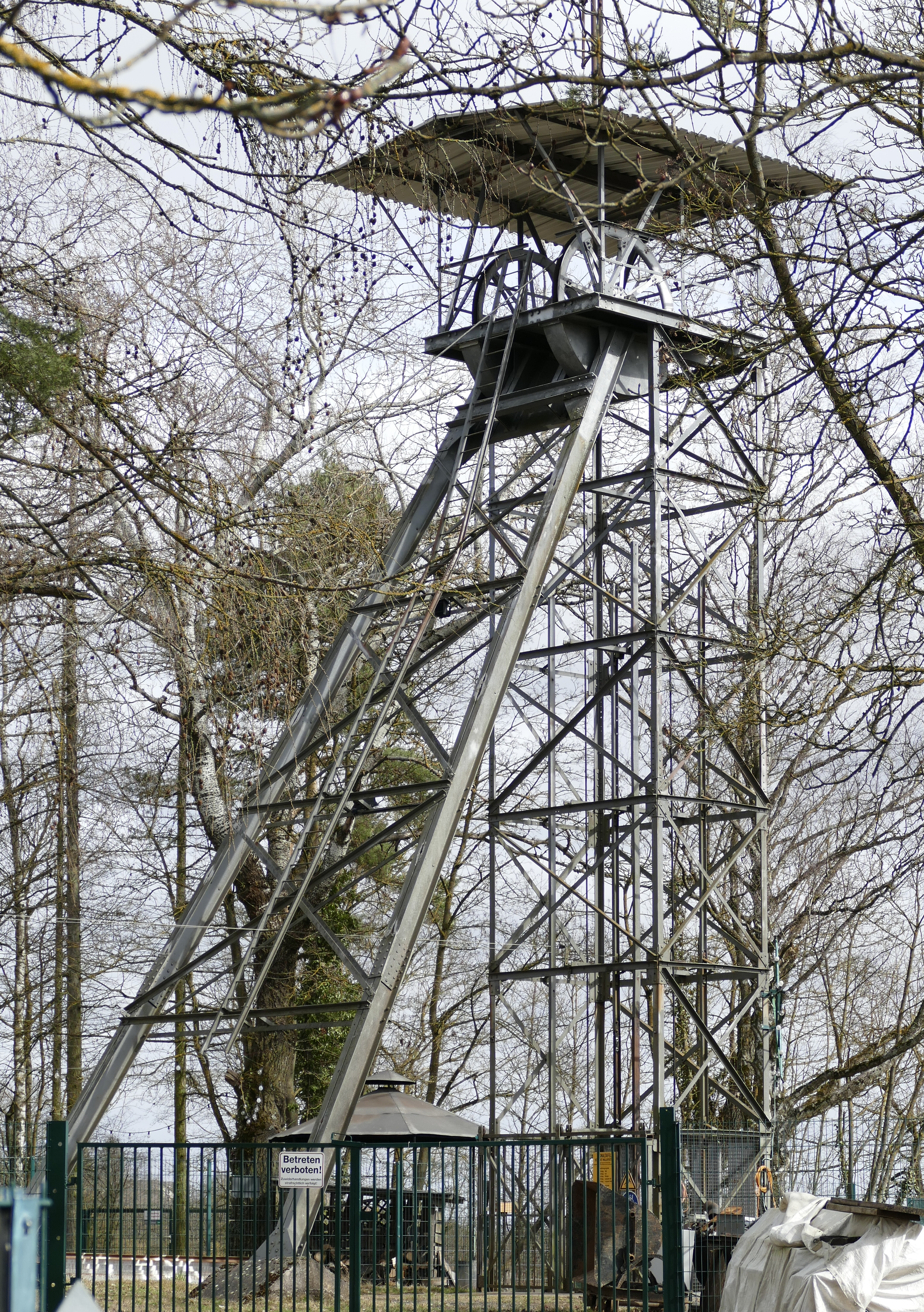
Fördergerüst der Grube Malapertus

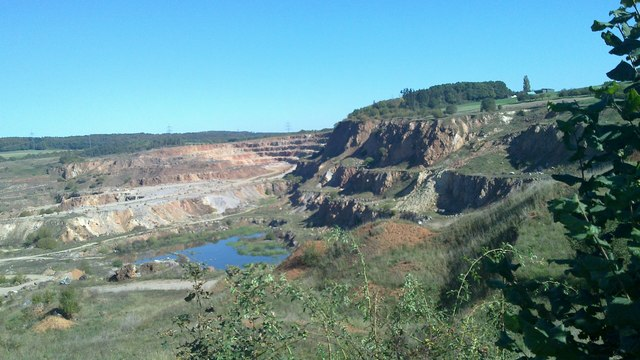
Kalksteinbruch Hermannstein in der Grube Malapertus 2011

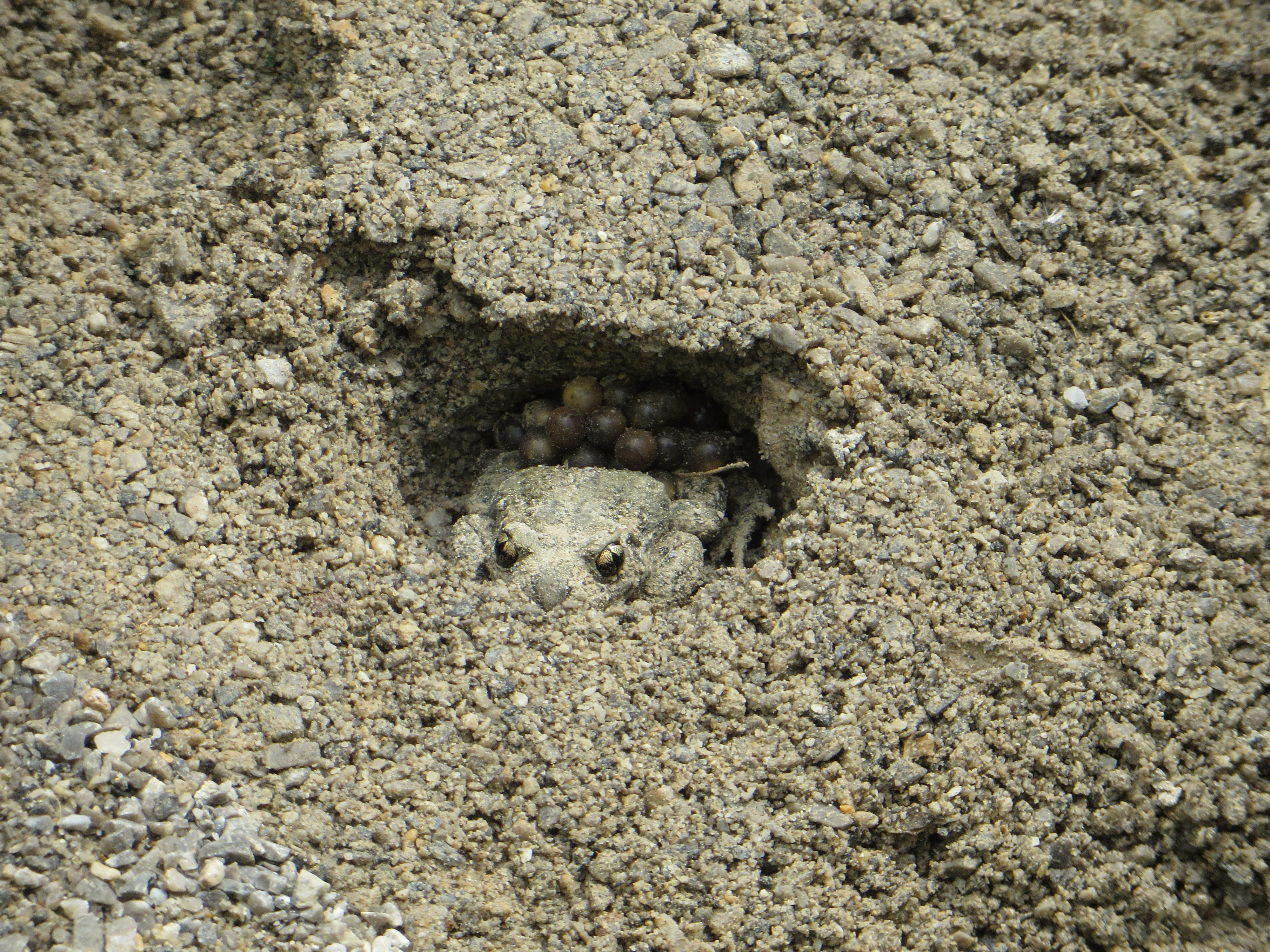
Geburtshelferkröte in der Grube Malapertus

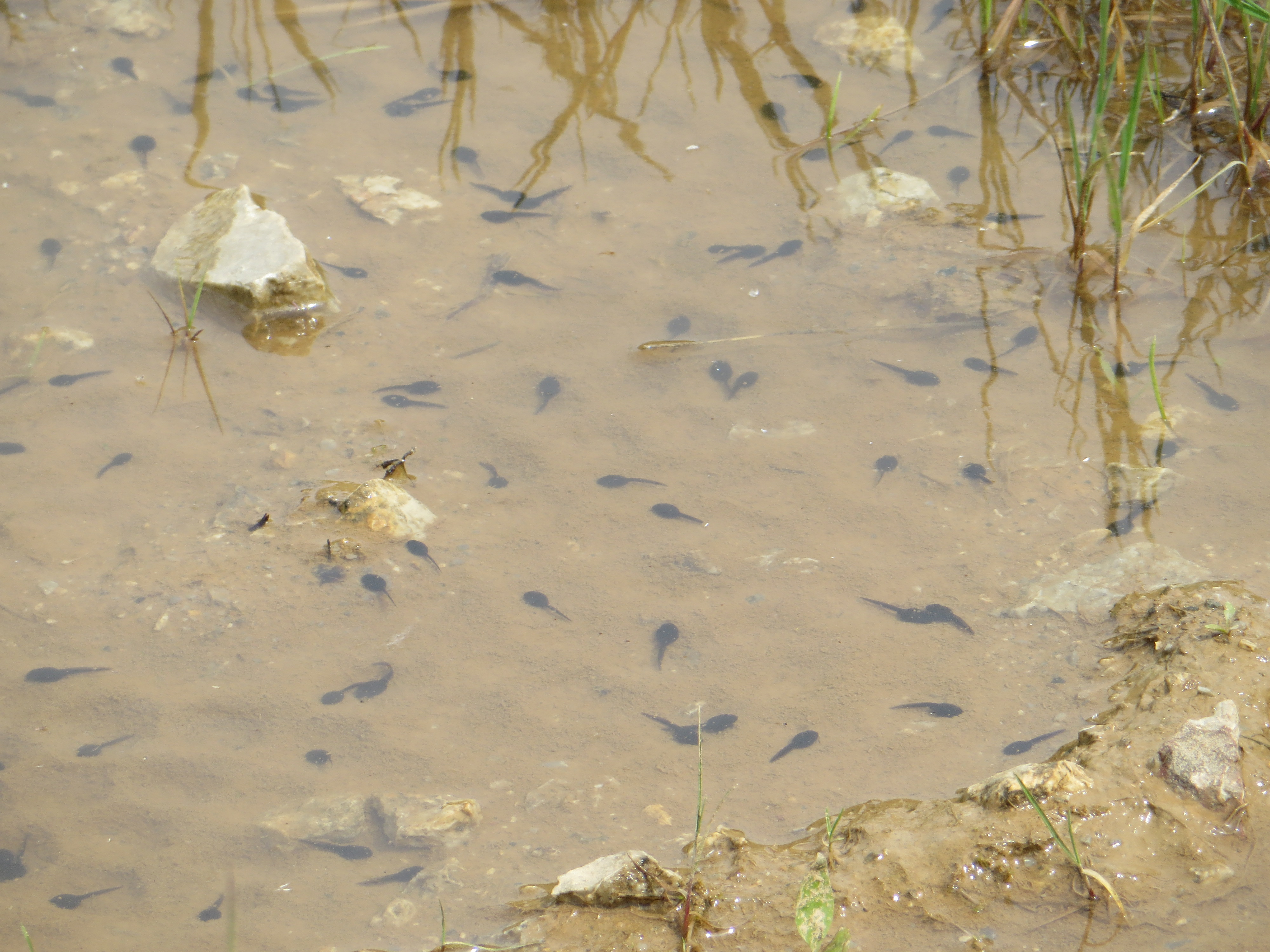
Kaulquappen in der Grube Malapertus

Die Grube Malapertus ist ein ehemaliges Manganbergwerk und zwei Kalk-Steinbrüche nördlich von Wetzlar-Niedergirmes. Die drei Bereiche der Grube gehen direkt ineinander über. Der Name Malapertus ist wahrscheinlich eine Latinisierung des Flurnamens Fuchslöcher. Die Kalkvorkommen der Grube stammen aus dem Erdzeitalter des Devon. Einstige Korallenkolonien wurden zum späteren Kalkstein. Die alten Bergbauanlagen werden vom Förderverein Grube Malapertus e. V., Wetzlar erhalten. Der NABU setzt mit dem Besitzer im Bereich vom Kalksteinbruch Hermannstein Naturschutzmaßnahmen um.

## Geschichte des Abbaus
Die Abbaurechte auf Manganerze am Grubenfeld Malapertus wurden am 10. Februar 1852 vom Königlichen Handelsministerium in Berlin an den Bergwerksunternehmer Philipp Heyl aus Weyer verliehen. 1860 wurde die Erzförderung aufgenommen. Die Förderleistung war im Tagebau und mit Kleinschächten eher unbedeutend. Lediglich 1875 förderte die Grube etwa 300 Tonnen Manganerz. 1872 kauften die Buderus’schen Eisenwerke die Grube. 1913 wurde das bis dahin auch nie dauerhaft im Erzabbau befindliche Bergwerk erstmals aufgegeben. 1912 kaufte Buderus in direkter Nachbarschaft des Bergwerkes ein Gelände und begann einen Kalksteinbruch zu betreiben, der die Sophienhütte und deren Zementwerk in Wetzlar mit Kalkstein versorgen sollte. 1913 wurde von Buderus ein Schacht abgeteuft. Im Jahr 1919 legte man einen Transportstollen in Richtung Sophienhütte und 1922 einen weiteren zum nördlich angrenzenden Kalkbruch in Hermannstein an. Wegen Absatzmangels legte Buderus 1923 den Kalkbruch still und begann aber erneut Mangan abzubauen. 1925 wurde der alte Maschinenschacht zugekippt. Bis 1928 teufte man den heute noch vorhandenen Maschinenschacht ab und ein neues Maschinenhaus wurde gebaut. Der Erzabbau endete 1931 endgültig. Nun baute man nur noch Kalkstein ab. Im Jahr 1934 wurden die beiden Kalksteinbrüche Niedergirmes und Hermannstein mit den Untertageanlagen der alten Grube Malapertus bergaufsichtlich unter der Bezeichnung Grube Malapertus zusammengelegt. Bis 1957 erfolgte der Kalkabbau noch bergmännisch im Tiefbau, von da an im großflächigen Tagebau. Bis zur Stilllegung des Hochofens im Jahre 1981 wurde noch Kalkstein als Zuschlagmittel zur Eisenverhüttung gebrochen. Nach der Stilllegung des Hochofens in Wetzlar 1981 wurde der gebrochene Kalk vor allem zur Zementherstellung genutzt. In die vorhandenen Stollen der Grube Malapertus wurde ein Förderband verlegt, über das der Kalkstein aus beiden Brüchen ins Zementwerk transportiert wurde. Die jährliche Fördermenge belief sich 1986 auf etwa 600.000 Tonnen. Anfang 2003 erwarb der Konzern HeidelbergCement das Zementwerk Buderus und die Grube Malapertus. Bis 2008 baute man Kalkstein ab. Im Jahr 2010 erfolgte die endgültige Schließung vom Zementwerk Buderus und der Grube. Das Bergwerk wird vom 2011 gegründeten Förderverein Grube Malapertus e. V., Wetzlar kommissarisch betreut und in Stand gehalten. Der Grube Malapertus kommt vor allem dadurch, dass hier eines von zwei Fördergerüsten im Lahn-Dill-Revier erhalten ist, eine besondere historische Bedeutung zu.
Im Kalksteinbruch Hermannstein wird eine Bauschutt-Deponie betrieben. Im Kalksteinbruch Niedergirmes soll die steile Nordwestwand angeböscht werden, um die erkennbare Gebirgsbewegung am Bergwerk Malapertus zu stoppen. Seit 2014 werden die 2. und 3. Tiefbausohle vom Kalksteinbruch Niedergirmes, welche bisher mit Oberflächenwasser gefüllt waren, wieder gesümpft (abgepumpt).

## Natur im Bereich Kalksteinbruch Hermannstein
Für den ehemaligen Kalksteinbruch Hermannstein schlossen der NABU Hessen und die Heidelberger Sand und Kies GmbH, heutiger Besitzer des Grubengeländes und Tochtergesellschaft der HeidelbergCement, 2016 einen Kooperationsvertrag über zehn Jahre. Im Rahmen der geplanten Rekultivierung liefern Lkw Bauschutt und Erde an, um sie zu verfüllen. Ein Drittel der etwa 100 Hektar große Fläche soll für den Natur- und Artenschutz reserviert werden. Nach Ende der festgeschriebenen „Rekultivierung“ soll dieses Drittel in den Besitz der NABU-Stiftung Hessisches Naturerbe übergehen.
Der NABU Hessen und die Heidelberger Sand und Kies GmbH setzen gemeinsam Pflegemaßnahmen für die vorkommenden Arten um. Der Bereich vom Kalksteinbruch Hermannstein hat eine große Bedeutung für den Natur- und Artenschutz. Der Steinbruch bietet eine Vielzahl von Lebensräumen wie Abbruchkanten mit Rohboden, Gewässern unterschiedlicher Tiefe, Gehölze, Gebüsche, Magerstandorten und Nischen im Kalkstein für viele verschiedene Tiere und Pflanzenarten. Es kommen hier Vogelarten wie Zwergtaucher, Blässhuhn, Uferschwalbe, zahlreiche Singvogelarten und zwei Uhupaare vor. Bei den Insekten sind insbesondere der Schwalbenschwanz und zahlreichen Libellenarten zu erwähnen. An Reptilien und Amphibien kommen Schlingnatter, Zauneidechse, Feuersalamander, verschiedene Froscharten, Kreuzkröte und Geburtshelferkröte vor.
Die Zählung rufender Männchen der Kreuzkröte und der Geburtshelferkröte im Steinbruch ergab, dass sich dort eines der größten Vorkommen dieser Arten in ganz Hessen befindet. Diese Kröten fühlen sich besonders wohl in flachen Gewässern wie Tümpeln oder alten Fahrspuren im Steinbruchgelände bzw. in der Deponie. Kreuzkröten und Geburtshelferkröten werden in Arbeitseinsätzen aus den Verfüllbereichen in die Ersatzgewässer umgesiedelt. Bis 2021 setzte der NABU ungefähr 33.000 Amphibien um. Es ist bisher landesweit in Hessen das einzige Schutzprojekt, das im aktiven Verfüllprozess eines Geländes stattfindet.
Die renaturierten Flächen in Betreuung des NABU sollen nach Ende der Verfüllungsarbeiten durch Schafe und Ziegen beweidet werden. 2021 plante man auch die geplanten Forst- und Landwirtschaftsflächen in Steinbruch als Naturwald und durch extensive Grünlandnutzung in das Naturschutzkonzept mit einzubeziehen.